# كنيسة القديس بولس خارج الأسوار
كنيسة القديس بولس خارج الأسوار واسمها الرسمي الكنيسة البابوية للقديس بولس خارج الأسوار (بالإيطالية: Basilica Papale di San Paolo fuori le Mura)‏ هي إحدى الكنائس البابوية الأربعة في روما، وتعتبر ثاني أكبر كنيسة فيها بعد كاتدرائية القديس بطرس، وتحوي رفات القديس بولس الملقب «رسول الأمم» والذي قطع رأسه في روما خلال اضطهاد نيرون للمسيحيين بين عامي 64 و67. يرجع تاريخ الكنيسة لفترة مبكرة، غير ان افتتاحها بشكل رسمي بعد ترميمها وتوسيعها يعود للقرن الرابع، وقد تعرضت الكنيسة لعدة حوادث تاريخية كان أكبرها في القرن التاسع عشر حين احترقت بأكملها تقريبًا، وأعيد ترميمها بشكل شامل.
تعتبر الكنيسة غنية بالأعمال الفنية ويلحق بها متحف خاص، وهي كسائر الكنائس البابوية مدرجة على لائحة مواقع التراث العالمي الذي تصدره اليونيسكو.

## التاريخ
من غير المعروف تاريخ أقدم كنيسة في هذه المنطقة، غير أن أولى عمليات التوسيع والترميم والاهتمام الحكومي تمت عام 386 على يد الإمبراطور فالتينان الثاني، ثم الإمبراطور ثيودوسيوس والذي أصبحت الكنيسة في عهده تتألف من صحن واسع بأربع أروقة يقسمها ثمانون عمودًا، فكانت في ذلك الوقت أكبر كنيسة في العالم وبقيت محتفظة بهذه الصفة حتى بناء كاتدرائية القديس بطرس الحالية.
احترقت الكنيسة عددًا من المرات، كان أكبرها عام 1823 حين أتى الحريق على كامل الكنيسة تقريبًا وأعاد المهندسون بوسيو وكامبو ريسي وبيلي وبوليتي بنائها وترمميها، خلال عهد البابا ليون الثاني عشر ثم البابا بيوس التاسع الذي أعاد تدشين وافتتاح الكنيسة عام 1854. كان الحريق قد وقع قبل وفاة البابا بيوس السابع بأيام قليلة فحجبت عنه أخبار الحريق، قبل أن يقوم خليفته ليون الثاني عشر ببدأ أعمال الترميم.
يذكر أن الكنيسة منذ العام 1215 وحتى 1964 كانت مقر بطريرك الإسكندرية اللاتيني، وهو منصب شرفي كان يمنحه الباباوات وقام بولس السادس بإلغاءه.

## الوصف والمحتويات
يتقدم الكنيسة ممشى طويل من صنع بولتيني، ينتهي بتمثال القديس بولس في الوسط من صنع كانونيكا، أما واجهة الكنيسة فتحوي لوحات موزاييك من تصميم كوسوني تثمل أربعة أنبياء هم أشعياء وإرميا وحزقيال ودانيال، وفي القمة يوجد تمثال للمسيح وبقربه تمثالين للقديسين بطرس وبولس. أما باب الكنيسة فهو برونزي وعلى الطراز الدمشقي من صنع أنتونيو ماريني ويحوي عشر أقسام تصور كل منها مراحل من حياة القديسين بطرس وبولس، وهناك باب آخر من البرونز وضع بناءً على طلب البابا بولس السادس يعود تاريخه لعام 1071 صنع في إسطنبول ويعتبر أحد نماذج الفن البيزنطي ويتألف من 54 قطعة تمثل كل منها مرحلة من حياة المسيح والأنبياء القدام، بتصاوير إغريقية ويعتبر نموذجًا عن أعمال صياغة الفضة والمعادن في العصور الوسطى المبكرة.
التخطيط العمراني الداخلي للكنيسة، واسع وذو صحن عريض في حين تمت تغطية الجدران بستة وثلاثين لوة بأمر من البابا بيوس التاسع؛ أما في صحن الكنيسة ومحرابها فقد رسمت لوحة ضخمة تمثل «المسيح الحاكم» يقف بجانبه بطرس وأندراوس ولوقا وبولس، وعند قدميه البابا هونوريوس الثاني الذي أمر بصنع اللوحة في القرن الثالث عشر على يد فنانين من البندقية. وتخت هذه الجدارية الكبيرة، هناك جدارية مستطيلة أصغر حجمًا بعنوان «انتصار الصليب» تظهر الصليب وقربه ملائكة ورسل وقديسين.
في الكنيسة أيضًا تمثالان ضخمان لبطرس وبولس، هنا من أعمال دي فابريس وتادوليني وتحت المذبح الرئيس يجثم قبر القديس بولس وقد أشير إليه ببلاطة نقش عليها باللاتينية: «بولس الرسول الشهيد»، وقد وضعت في مكانها عام 1834 وترجع في تاريخها للقرن الرابع. على جدران صدر الكنيسة، وضعت أسماء جميع باباوات روما غير أن هناك اختلافًا بين هذا الترتيب والترتيب المعتمد في القائمة الرسمية. وللكنيسة سبعة مذابح، المذبح الرئيسي أو البابوي، واثنان في جناحي الكنيسة وأربعة في المصليات الجانبية.

## الملحقات
يحلق بالكنيسة حديقة كبيرة مزروعة بالنخيل وغيرها من الأشجار المتوسطية، وهناك بقربها دير للآباء البندكتيين يحوي قطعًا من الكنيسة القديمة قبل ترميمها وبعد الآثار الأخرى مثل تابوت بيترو دي ليوني المزين بنقوش للأله أبولو ويرقى لعام 1100، كما يشكل الطابق العلوي في الدير متحف خاص بالكنيسة يضم مجموعة من النقوش الأثرية الوثنية والمسيحية وبلاطات من الكنيسة القسطنطينية واثنين وأربعين جدارية تمثل عددًا من الباباوات بدءًا من القديس بطرس، كانت تزين الكنيسة قبل أن تحترق.

## معرض صور

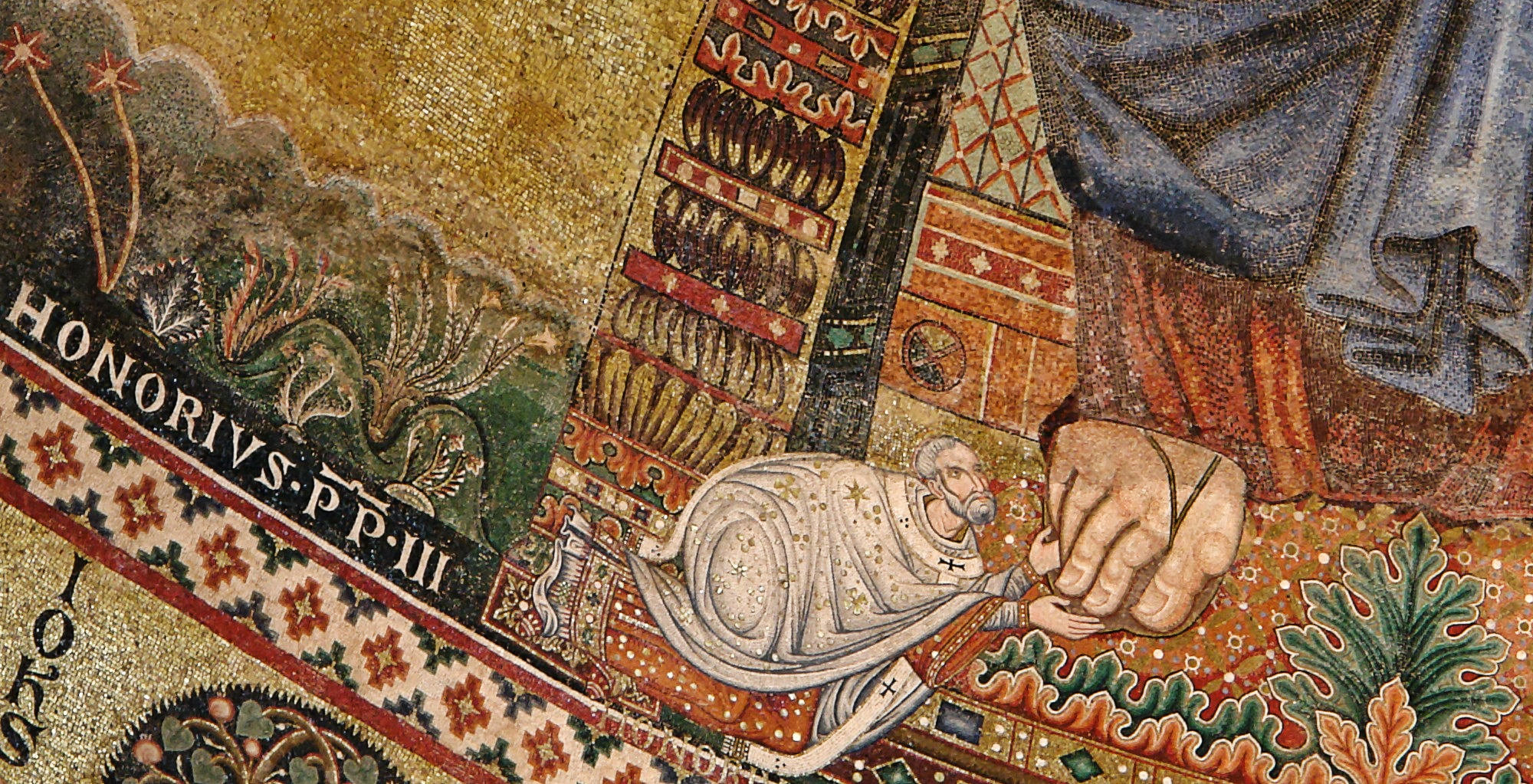
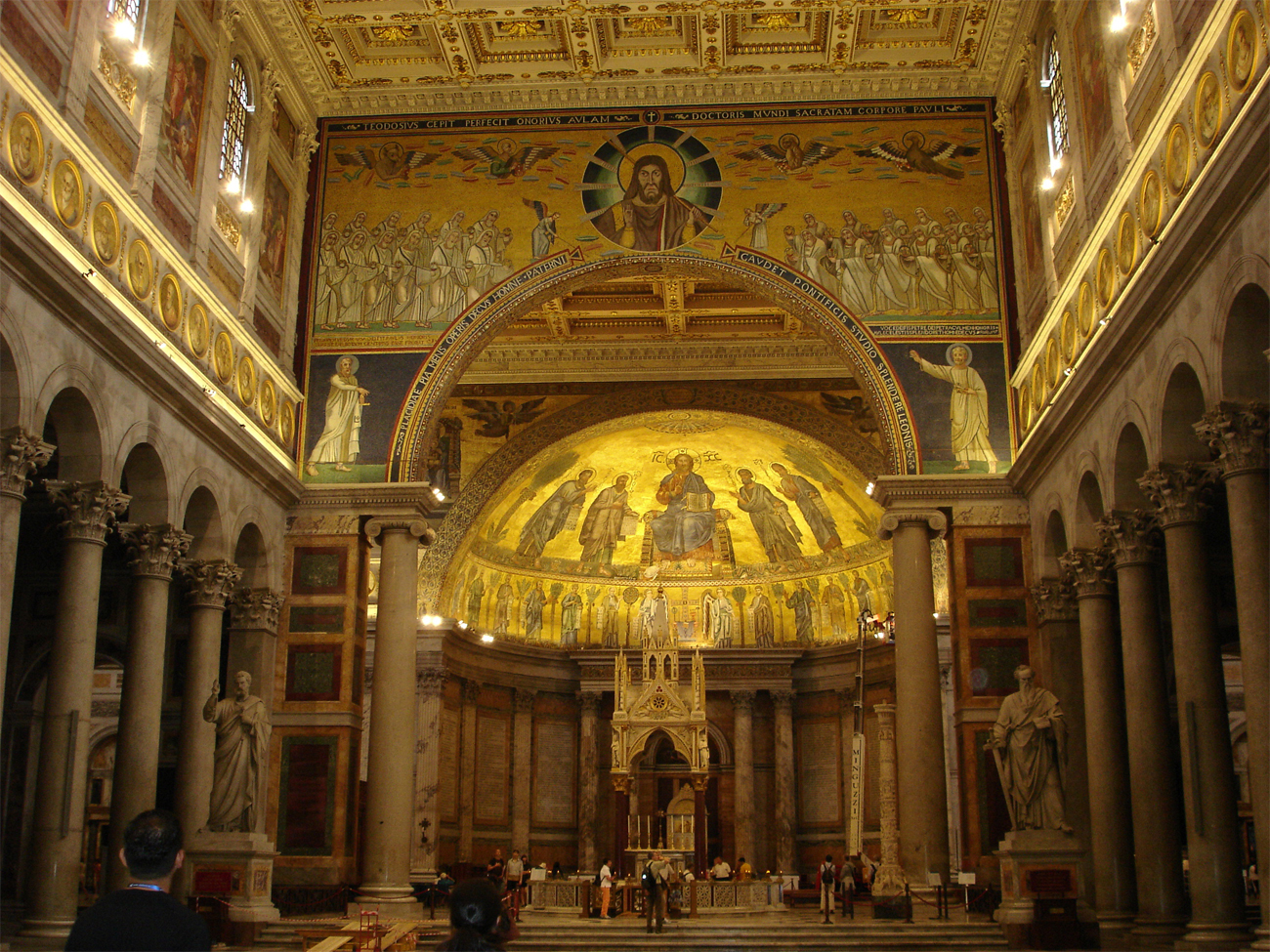
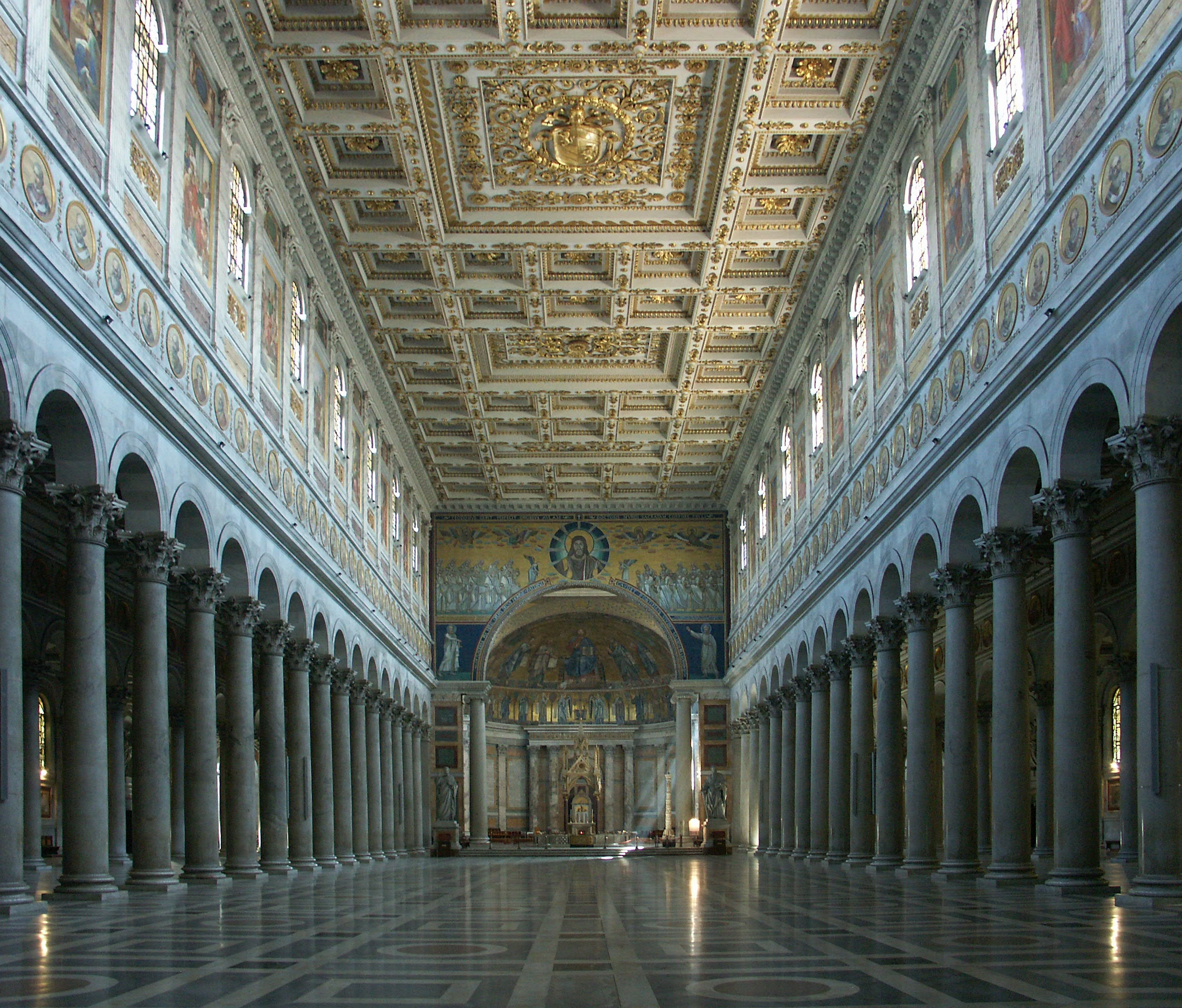
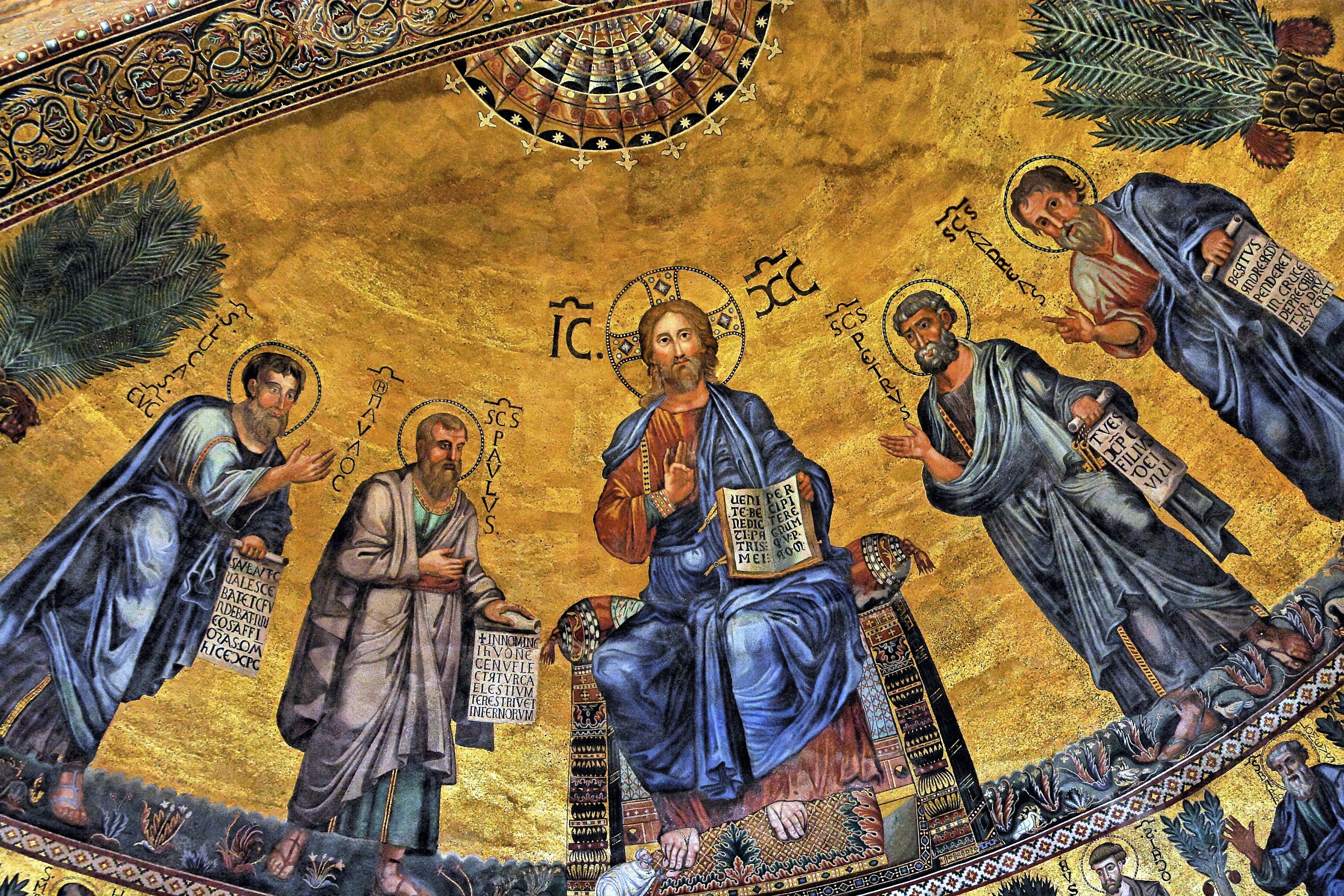